# Metz Katalin
Metz Katalin (Marosvásárhely, 1938. október 25. – Budapest, 2010. november 21.) színikritikus, újságíró. Apja Metz István, nagyapja Metz Albert.

## Tanulmányai, munkássága
Egyetemi tanulmányait Kolozsvárott, a Babeș–Bolyai Tudományegyetem bölcsészkarán végezte magyar-német szakon. Már egyetemi hallgatóként rendszeresen publikált az erdélyi magyar irodalmi folyóiratokban, művelődési hetilapokban.
1973-ban elvégezte a bukaresti film- és színművészeti intézet színházi szakát, közben folyamatosan írt irodalmi és színikritikákat. 1976-ban a bukaresti St. Gheorghiu újságíró főiskolán szerzett oklevelet.
Tagja volt a romániai újságíró szövetségnek, a színházművészek szövetsége kritikai tagozatának és az Írói Alapnak.
1987-ben települt át Magyarországra. Kezdetben a Népszavánál (1988), majd az Új Magyarországnál (1991), a Napi Magyarországnál dolgozott. Később a Magyar Nemzet szerkesztő-munkatársa, színikritikusa lett.
Írásai a Színház, a Film Színház Muzsika, az Új Tükör, a Magyar Hírlap, a Párizsi Irodalmi Újság, a Kortárs, a Magyar Napló és más lapok, folyóiratok hasábjain jelentek meg.
Tagja volt a Magyar Újságírók Szövetségének és a Színházi Kritikusok Céhének.

## Könyvei
- Forgószélben. Harag György, a rendező-mágus. – Budapest, Országos Színháztörténeti Múzeum és Intézet, 1998.
- Hetedhét határon túli gongütések. – Budapest, M. Szemle Alapítvány, 2004. ISBN 963-85171-4-X